# Анри Русо
Анри Русо (на френски: Henri Julien Félix Rousseau, наричан още Le Douanier, („Митничарят“); 1844 – 1910) е френски самобитен художник, един от най-известните представители на наивистичното изкуство. Счита се за един от представителите на постимпресионизма, както и от първооткривателите на сюрреализма.

## Биография
Анри Русо е роден на 21 май 1844 година в град Лавал в западна Франция в семейството на водопроводчик и търговец на железария. След службата в армията започва работа в митницата, поради което получава и прозвището митничаря. Започва да се занимава с рисуване на зряла възраст, без да има съответното образование. През 1869 г. той се жени за 18-годишната шивачка Clémence Boitard, с която имат девет деца, от които само дъщеря им Джулия преживява баща си.
Първият, който оценява значението на картините му, е младият Алфред Жари. Чрез него Русо се запознава с Пол Гоген. В неговото ателие се запознава с Едгар Дега, Аугуст Стриндберг и Стефан Маларме. През 1886 г. Русо показва за пръв път свои творби на широката публика, като участва в „Салона на отхвърлените“.
Много от картините му са с екзотични сцени, въпреки че Русо никога не е напускал Франция. Той често посещава ботаническата и зоологическата градини, където изследва и рисува растения и диви животни. Публиката се присмива на примитивния му стил, но художници като Пабло Пикасо го приветстват.
Умира от гангрена на 2 септември 1910 година, като следствие от нараняване на крака си.

## Галерия
- „Някои картини на Русо“
- Карнавална вечер, 1886
- Разходка в гората, 1886 – 1890
- Муза, вдъхновяваща поета, 1909
- Нападение в джунглата, 1891
- Спяща циганка, 1897
- Заклинителка на змии, 1907